# 사서함

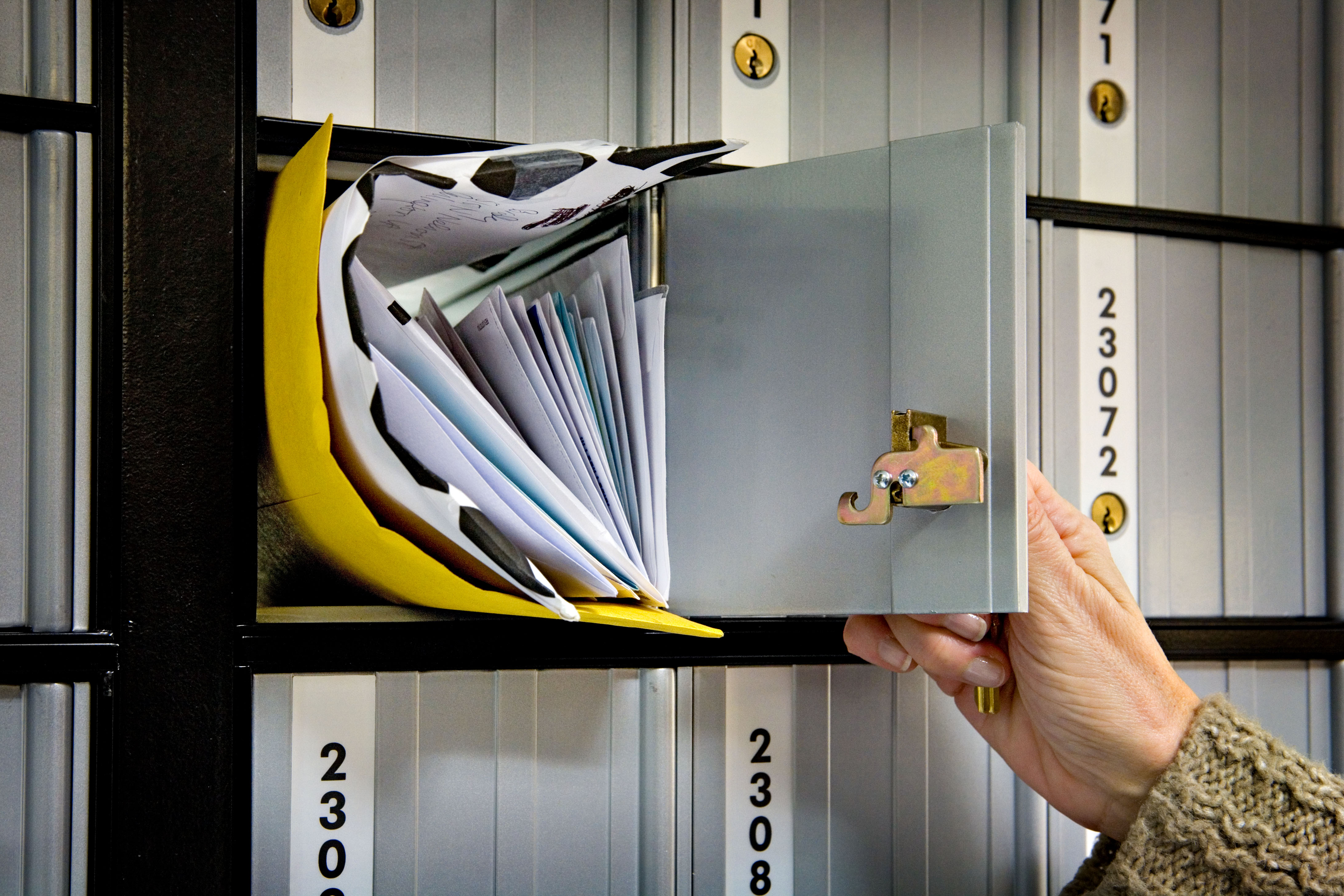
가득찬 사서함.

사서함(私書函, post-office box; PO box)은 우체국 부지에 비치되어 있는 잠글 수 있는 우편함이다. 일반적으로 사서함은 개인이나 사업체가 개월 단위 또는 년 단위로 우체국에서 임대해서 사용한다. 사서함 임대료는 함의 크기에 따라 달라진다. 보통 도심지의 사서함이 촌의 사서함보다 더 비싸다.
일부 지역, 특히 아프리카(예: 케냐)에서는 사서함에 문이 존재하지 않는다.

## 같이 보기
- 우체통
- 우체국 임치제